# Venlo-incident

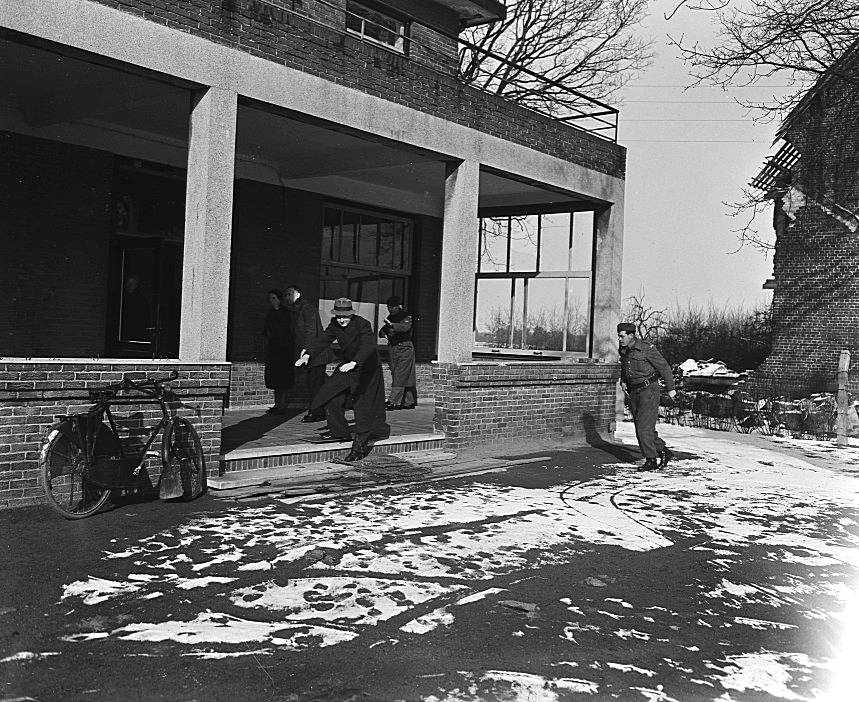
Op 20 februari 1948 werd een reconstructie gemaakt van het Venlo-incident

Het Venlo-incident betreft de ontvoering van twee agenten van de Britse Secret Intelligence Service (SIS) door de Duitse Sicherheitsdienst. De twee agenten werden op 9 november 1939 op Nederlands grondgebied meegenomen en in Duitsland vastgehouden op een moment dat Nederland nog niet betrokken was bij de Tweede Wereldoorlog.
Nazi-Duitsland kreeg zo belangrijke informatie over andere Britse geheim agenten, die in Duitsland actief waren en over de werking van de SIS.

## Voorgeschiedenis

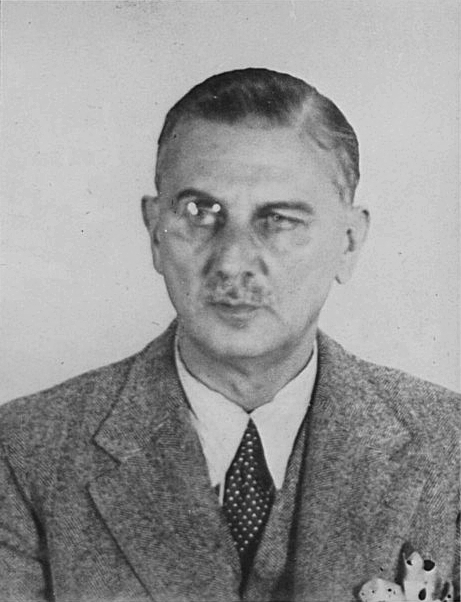
Kapitein Sigismund Payne Best

De Britse geheime agenten hadden tevoren Duitse officieren ontmoet in Venlo, die vertelden dat zij een aanslag op Hitler voorbereidden. Er werd een tweede ontmoeting afgesproken door agenten van de Sicherheitsdienst, die zich voordeden als in Nederland verblijvende Duitse politieke vluchtelingen. Een van hen was "Major Schaemmle", in werkelijkheid Walter Schellenberg, die later de vertrouwensman van Himmler werd. De bedoeling was het vergaren van informatie over de werking van de Britse geheime dienst en het verstrekken van valse informatie om de Britse geheime dienst te misleiden. 
Het betrof de agenten kapitein Sigismund Payne Best en majoor Richard H. Stevens, die op Nederlands grondgebied de Duitse officieren ontmoetten. Schaemmle vertelde dat deze Duitsers zich bezorgd maakten over de grote verliezen tijdens de Duitse veldtocht in Polen en daarom het plan ontstond om Hitler en zijn bewind omver te werpen.

## Incident

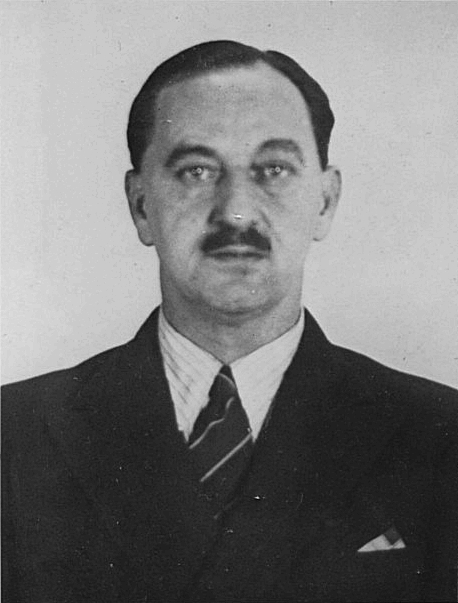
Majoor Richard Henry Stevens

In de nacht van 8 op 9 november 1939 ging een Duitse SS commando-eenheid, onder leiding van majoor Alfred Helmut Naujocks, de grens over naar het neutrale Nederland. Zij zouden de Britse agenten in Café Backus aan de Herungerberg vlak bij de grens ontmoeten. 
De Duitsers hadden beloofd dat de generaal daarbij aanwezig zou zijn die leiding gaf aan de samenzweerders. Best en Stevens werden vergezeld door chauffeur J.F. Lemmens en de Nederlandse luitenant Dirk Klop. Zij negeerden een waarschuwing van Henri Koot, die als specialist in cryptografie de door de Duitsers gebruikte codes zo zwak oordeelde, dat hij een Duitse valstrik vermoedde.
Toen Best, Stevens en Klop aankwamen bij Café Backus aan de Herungerberg, dwongen de Duitsers hun auto met een machinegeweer tot stilstand. Klop beantwoordde met een schot van zijn dienstpistool, maar werd vervolgens zelf dodelijk gewond.

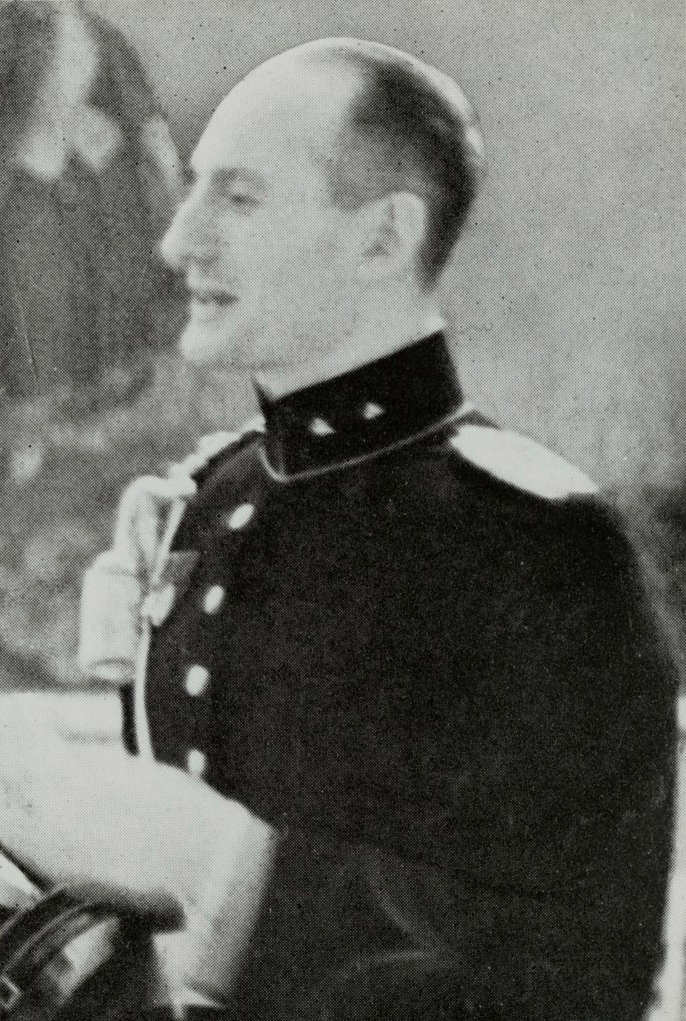
Luitenant Dirk Klop

De Duitsers namen de twee Britse agenten en het lichaam van Klop mee naar Duitsland. Stevens had bij zijn gevangenneming een lijst van Britse agenten bij zich. In Düsseldorf moesten de Britse agenten bij hun ondervraging meer informatie prijsgeven. Met deze informatie kon de Gestapo meer Britse agenten in bezette gebieden arresteren, onder meer in het Tsjechische deel van Tsjechoslowakije en het pas geannexeerde Sudetenland. Zij verkreeg bovendien informatie over de organisatie van de SIS en een lijst van SIS-officieren die gevangengenomen zouden moeten worden zodra de invasie van Groot-Brittannië (Operatie Seelöwe) een feit zou zijn.

## Afloop

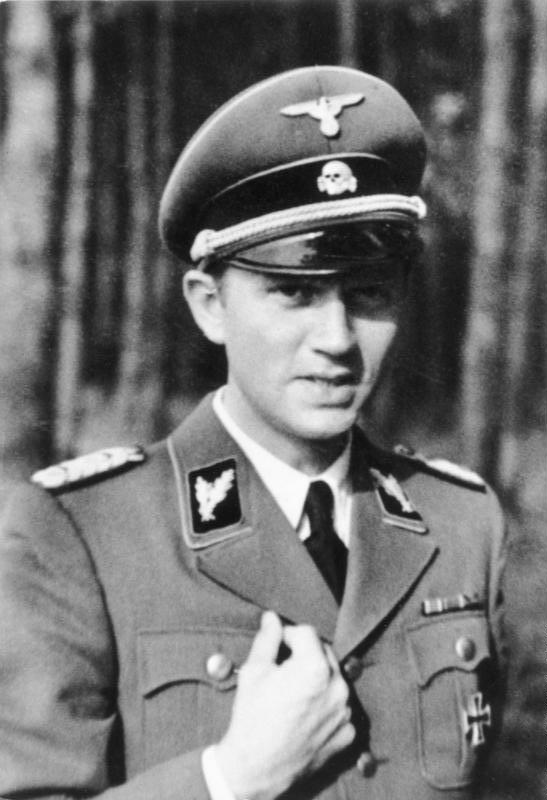
Sturmbannführer Walter Schellenberg

De Nederlandse regering schonk geen aandacht aan het incident, omdat zij niet wist van de Duitse betrokkenheid. Toen kort erna uit Duitse krantenartikelen bleek dat de overval een vooropgezet plan was, werd door de Nederlandse regering om opheldering gevraagd bij de Duitse autoriteiten en werd onderzoek verlangd naar het gebeuren. Duitsland heeft daarop nooit gereageerd. Best en Stevens bleven tot het einde van de oorlog als krijgsgevangenen door de Duitsers geïnterneerd. Chauffeur J. F. Lemmens werd in oktober 1940 vrijgelaten.

## Gevolgen

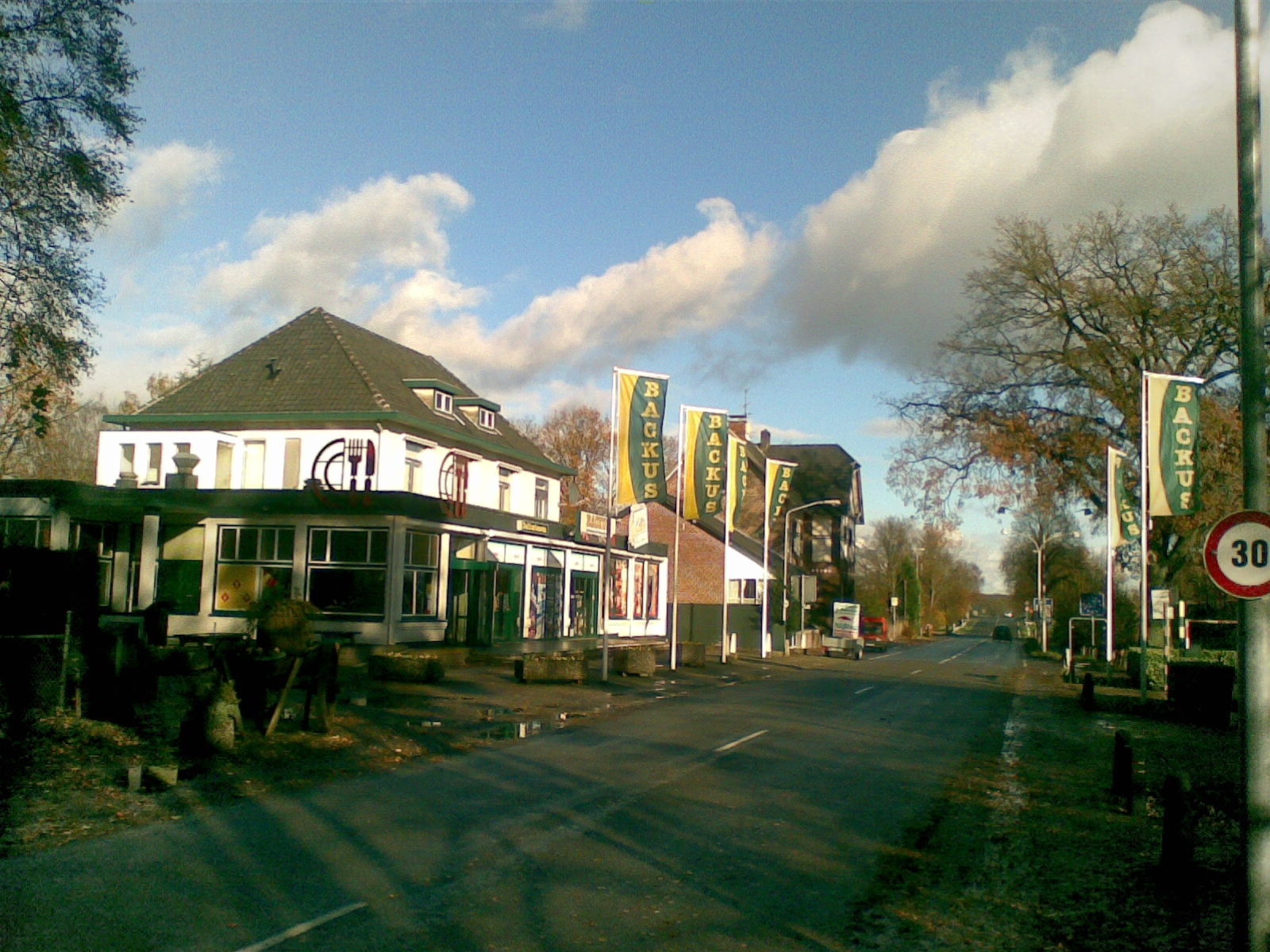
Café Backus in 2007

Mede door het Venlo-incident werden de Britten zeer terughoudend als zij benaderd werden door Duits militair verzet en Duitse officieren die zich tegen het regime wilden verzetten.
Hitler gebruikte het Venlo-incident als rechtvaardiging om Nederland binnen te vallen op 10 mei 1940, omdat Nederland door de aanwezigheid van een Nederlandse officier bij het incident de neutraliteit geschonden zou hebben. De Nederlandse regering wees dit van de hand, omdat Duitsland zelf zes maanden lang niets had laten horen op de herhaalde Nederlandse verzoeken om opheldering.
De Engelse officiële documenten rondom het Venlo-incident zouden pas ná 2015 worden vrijgegeven. Dit is echter al in 1999 gebeurd door een aanpassing in de Engelse wetgeving. In de documentaire Het Venlo Incident, 70 jaar na dato werden dergelijke documenten getoond.

## Vernoemingen
Op de Herungerberg in Venlo, waar het incident plaatsvond, zijn drie straten vernoemd naar het incident:
- Negen Novemberweg
- Luitenant Klopweg
- Kapitein Bestweg

## In de media

### Boeken en verfilming
Het incident is ook gebruikt in het boek Restless uit 2006 van William Boyd, en later in de verfilming ervan uit 2012. In het boek en de film is de naam Venlo veranderd in Prenslo en ook de namen van de officieren zijn veranderd. De naam Café Backus wordt wel gebruikt.
In het Fictieboek "The Mittenwald Syndicate" van Frederick Nolan uit 1976 wordt het Venlo-incident gebruikt als basis voor een vertelling over kostbaarheden van de Duitse Reichsbank die op het eind van de oorlog verdwenen zijn. De naam Venlo wordt overigens niet genoemd, maar wel Cafe Backus. De namen van de betrokken personen zijn ook hier veranderd.

### Documentaire
Op 9 november 2009 bracht Omroep Venlo de documentaire 'Het Venlo Incident, 70 jaar na dato' uit. Precies 70 jaar na het voorval werd de 65 minuten durende documentaire uitgezonden op de lokale zender. Aan de documentaire ging een onderzoek van bijna één jaar vooraf. Historici, ooggetuigen en een reconstructie schetsen een beeld van het merkwaardige voorval.
Op 2 juni 2010 werd de documentaire 'Het Venlo Incident, 70 jaar na dato' bij Beeld & Geluid in Hilversum bekroond met de prijs van de Organisatie van Lokale Omroepen in Nederland voor het beste lokale tv-programma.

### Podcast
In 2023 lanceerden de KB nationale bibliotheek en de NTR een podcast over het Venlo-incident. Hierin onderzochten Andere Tijden-regisseur Paul Ruigrok en KB-collectiespecialist Huibert Crijns de historische gebeurtenissen rondom het incident. Hierbij werd gebruik gemaakt van bronnen uit Delpher.